# بايرون بولوك
بايرون بولوك (بالإنجليزية: Byron Bullock)‏ هو لاعب كرة القدم الكندية أمريكي، ولد في 4 مارس 1987 في إنغليووود في الولايات المتحدة.

## وصلات خارجية
- بايرون بولوك على موقع JustSportsStats.com (الإنجليزية)